# Камынин, Леонид Иванович (математик)
Леонид Иванович Камынин (10 апреля 1923, Краснодар — 18 февраля 2004, Москва) — советский и российский математик, специалист в области математического анализа и дифференциальных уравнений, педагог высшей школы. Заслуженный профессор Московского университета (1997).

## Биография
В 1942 году поступил на механико-математический факультет МГУ. 
Участник Великой Отечественной войны (призван 31 июля 1943 года, рядовой необученный). Служил в войсках связи, демобилизован в октябре 1945 года и был восстановлен в МГУ. Член ВЛКСМ с августа 1944 года, через год принят в кандидаты в члены ВКП(б), в 1946 году стал членом партии, 
Окончил механико-математический факультет МГУ (1949), однокурсниками были А. М. Васильев, Б. М. Малышев, Е. Б. Пасько, В. С. Рябенький, Г. Г. Чёрный, В. А. Якубович, затем аспирантуру там же (1952).
Кандидат физико-математических наук (1952), тема диссертации «О применимости метода конечных разностей к решению уравнения теплопроводности». Доктор физико-математических наук (1967), тема диссертации «Теория тепловых потенциалов и её приложения».
С 1949 года преподавал на механико-математическом факультете МГУ. Профессор кафедры математического анализа механико-математического факультета (1970—2004). В 1971 году присвоено звание профессор. В выпущенном к 225-летию Московского университета (1980) фотоальбоме механико-математический факультет МГУ представляли четыре фотографии: две — с А. Н. Колмогоровым, одна с Л. И. Камыниным, одна с Е. М. Никишиным.
Скончался после тяжёлой продолжительной болезни.

## Научная деятельность
Автор и соавтор 160 научных работ.

## Педагогическая деятельность
Читал общий курс «Математический анализ»,

специальные курсы «Избранные вопросы качественной теории параболических уравнений», 
«Дополнительные главы дифференциальных уравнений с частными производными».
Подготовил 2 кандидатов и 1 доктора наук.
Камынин был основным лектором по курсу математического анализа на отделении математики механико-математического факультета в течение очень долгого времени, настолько долгого, что обучавшиеся на механико-математическом факультете в знаменитой песне студентов-математиков «Раскинулось поле по модулю пять…» вместо «профессор тобой не доволен» пели «Камынин тобой не доволен».
Отношение студентов, а также других преподавателей к лекциям Л.И.Камынина было неоднозначным. Критике подвергался формальный стиль доказательств, лишённый наглядности и в ряде случаев требовавший упорной зубрёжки. К достоинствам относили тщательную строгость и безошибочность изложения, а также привитие студентам усидчивости и навыков восприятия длинных математических текстов.
Леонид Иванович Камынин говаривал:

— Если вас забросят на Луну… (многозначительная пауза) — возьмите с собой мои четыре тома, там всё написано.
— Запишите: очевидно. Очевидно — это значит, докажите сами.
— Не понимаю, что вы отказываетесь от троек, пересдаёте? Три! Это же — у-дов-ле-тво-ри-тель-но! Удовлетворяет требованиям лучшего в мире факультета лучшего в мире университета — а они недовольны!